# Evangeličanska cerkev, Selo
Evangeličanska cerkev v Selu je v kraju z istim imenom, spada pa v občino Moravske Toplice.

## Zgodovina cerkve in cerkvene občine
Najstarejši dokumenti jo omenjajo v letu 1599 in 1601. Evangeličanska cerkvica je bila današnja cerkev sv. Nikolaja, znana Rotunda iz 13.stoletja. K takratni cerkveni občini Selo so spadale štiri vasi: Prosenjakovci, Čikečka vas, Fokovci in Habronak. (Ta vas več ne obstoja, bila pa je med Selom in Bukovnico.)
V protireformacijskih časih so Evangeličansko cerkveno občino ukinili, odvzeli pa so jim tudi cerkvico.
Kot za vse ostale kraje je tudi za Selo pomenil tolerančni patent Jožefa II. (1781) osvoboditev od zatiranja. Verniki so ob novi ustanovitvi cerkvene občine Križevci priključeni k njej. Ker pa je bila razdalja 10 km le prevelika so si želeli lastne cerkve.

## Gradnja nove cerkve
Temeljni kamen so položili 20. avgusta 1939. Zaradi slabe kvalitete doma izdelane opeke in slabega vremena so bili prisiljeni opeko kupiti v opekarni. Vmes pa je prišla še druga svetovna vojna, ki je zaustavila dograditev že pod streho stoječe cerkve. Po vojni pa je bilo pomanjkanje materiala in finančnih sredstev, tako, da so z gradnjo zelo počasi nadaljevali. Ob domači in  pomoči iz tujine so jo dogradili. Posvečena in predana svojemu namenu pa je bila 24. julija 1966 ob navzočnosti domače duhovščine in uglednih gostov iz tujine.
Po odcepitvi od križevske cerkvene občine vodi svoje lastno cerkveno poslovanje, nima pa svojega potrjenega duhovnika. Tako je neke vrste »sestrska« gmajna moravske cerkvene občine.

## Arhitektura
Evangeličanska cerkev v Selu je neoromanska s preloma 19. v 20. stoletje. Zvonik, ki je na zahodni strani je visok in ima strmo streho. Fasado členijo visoka polkrožno zaključena okna in podstrešni venec.